# Conférence de Paris sur les passeports, formalités douanières et billets directs
 (novembre 2023).
La Conférence de Paris sur les passeports, les formalités douanières et les billets directs est une conférence organisée par la Société des Nations en 1920 qui convient, pour la première fois, d'un ensemble de normes pour tous les passeports délivrés par les membres de la Société. Avant cette époque, il n'existe aucune norme internationalement reconnue pour les passeports, car ils ne sont généralement pas requis pour voyager, et ce jusqu'à la Première Guerre mondiale.
La conférence réunit les représentants de 23 pays du 15 au 21 octobre 1920 à Paris et fait suite aux réunions internationales ayant permis la signature des traités de paix, dans le cadre de la grande réorganisation du système international de l'entre-deux-guerres.
Beaucoup de participants souhaitent revenir à la liberté complète de circulation de l'avant-guerre, sans passeports obligatoires, mais la résolution finale stipule que « les soucis légitimes de chaque État, quant à la sauvegarde de sa sécurité et de son patrimoine interdisent, pour l’instant, la suppression totale des restrictions et le retour complet au régime d’avant-guerre dont la Conférence souhaite, toutefois, dans un avenir prochain, le rétablissement progressif ».